# 모지코역
모지코역(일본어: 門司港駅)은 일본 후쿠오카현 기타큐슈시 모지구에 위치해 있으며, 규슈 여객철도 가고시마 본선의 종점이자 시발역이다. 간몬 터널이 개통하기까지는, 규슈 철도의 관문 역할을 했으며, 맞은 편 언덕의 시모노세키(下関) 역을 뱃길로 잇는 간몬(関門) 연락선과의 환승을 이어주는 역으로 번성했다. 모지코 역 건물은 일본의 중요문화재로 지정되어 있다.

## 타는 곳
| 1 · 5 | ■ 가고시마 본선 | 고쿠라・오리오・하카타 방면 |

## 역 주변
- 가이쿄 드라마 쉽
- 규슈 철도 기념관
- 모지코 레트로 지구

## 인접 역
| 가고시마 본선 | 가고시마 본선          | 가고시마 본선          |
| ------------- | ---------------------- | ---------------------- |
| 시·종착역     | ■ 쾌속 · 준쾌속 · 보통 | 고모리에 가고시마 방면 |